# Världsmästerskapen i skidskytte 2015
Världsmästerskapen i skidskytte 2015 avgjordes den 5–15 mars 2015 i Kontiolax, Finland. Kontiolax vann omröstningen om världsmästerskapet över Oslo, Norge. Det var tredje gången som Kontiolax stod som arrangör för ett Skidskytte-VM, de tidigare gångerna var 1990 och 1999.

## Ansökande städer
- Kontiolax, Finland - Vinnare
- Oslo, Norge

## Tävlingsprogram
Totalt avgjordes elva grenar i mästerskapet. 
| Datum   | Gren                      |
| ------- | ------------------------- |
| 5 mars  | Mixstafett                |
| 7 mars  | Herrar 10 km sprint       |
| 7 mars  | Damer 7,5 km sprint       |
| 8 mars  | Herrar 12,5 km jaktstart  |
| 8 mars  | Damer 10 km jaktstart     |
| 11 mars | Damer 15 km distans       |
| 12 mars | Herrar 20 km distans      |
| 13 mars | Damer 4 x 6 km stafett    |
| 14 mars | Herrar 4 x 7,5 km stafett |
| 15 mars | Damer 12,5 km masstart    |
| 15 mars | Herrar 15 km masstart     |

## Medaljöversikt
Klicka på respektive disciplin för att se mer information om den 

### Mixstafett
| Datum       | Disciplin                       | Guld                                                                        | Silver                                                                            | Brons                                                                      |
| 5 mars 2015 | Mixstafett (2 x 6 + 2 x 7,5 km) | Tjeckien Veronika Vítková Gabriela Soukalová Michal Šlesingr Ondřej Moravec | Frankrike Anaïs Bescond Marie Dorin Habert Jean-Guillaume Béatrix Martin Fourcade | Norge Fanny Welle-Strand Horn Tiril Eckhoff Johannes Thingnes Bø Tarjei Bø |

### Herrar
| Datum        | Disciplin            | Guld                                                        | Silver                                                                        | Brons                                                                                  |
| 7 mars 2015  | Sprint (10 km)       | Johannes Thingnes Bø (NOR)                                  | Nathan Smith (CAN)                                                            | Tarjei Bø (NOR)                                                                        |
| 8 mars 2015  | Jaktstart (12,5 km)  | Erik Lesser (GER)                                           | Anton Sjipulin (RUS)                                                          | Tarjei Bø (NOR)                                                                        |
| 12 mars 2015 | Distans (20 km)      | Martin Fourcade (FRA)                                       | Emil Hegle Svendsen (NOR)                                                     | Ondřej Moravec (CZE)                                                                   |
| 14 mars 2015 | Stafett (4 x 7,5 km) | Tyskland Erik Lesser Daniel Böhm Arnd Peiffer Simon Schempp | Norge Ole Einar Bjørndalen Tarjei Bø Johannes Thingnes Bø Emil Hegle Svendsen | Frankrike Simon Fourcade Jean-Guillaume Béatrix Quentin Fillon Maillet Martin Fourcade |
| 15 mars 2015 | Masstart (15 km)     | Jakov Fak (SLO)                                             | Ondřej Moravec (CZE)                                                          | Tarjei Bø (NOR)                                                                        |

### Damer
| Datum        | Disciplin          | Guld                                                                       | Silver                                                                       | Brons                                                                |
| 7 mars 2015  | Sprint (7,5 km)    | Marie Dorin Habert (FRA)                                                   | Weronika Nowakowska-Ziemniak (POL)                                           | Valj Semerenko (UKR)                                                 |
| 8 mars 2015  | Jaktstart (10 km)  | Marie Dorin Habert (FRA)                                                   | Laura Dahlmeier (GER)                                                        | Weronika Nowakowska-Ziemniak (POL)                                   |
| 11 mars 2015 | Distans (15 km)    | Jekaterina Jurlova (RUS)                                                   | Gabriela Soukalová (CZE)                                                     | Kaisa Mäkäräinen (FIN)                                               |
| 13 mars 2015 | Stafett (4 x 6 km) | Tyskland Franziska Hildebrand Franziska Preuß Vanessa Hinz Laura Dahlmeier | Frankrike Anaïs Bescond Enora Latuillière Justine Braisaz Marie Dorin Habert | Italien Lisa Vittozzi Karin Oberhofer Nicole Fontier Dorothea Wierer |
| 15 mars 2015 | Masstart (12,5 km) | Valj Semerenko (UKR)                                                       | Franziska Preuß (GER)                                                        | Karin Oberhofer (ITA)                                                |

## Medaljligan
| Pl.                   | Nation                | Guld | Silver | Brons | Totalt |
| --------------------- | --------------------- | ---- | ------ | ----- | ------ |
| 1                     | Frankrike             | 3    | 2      | 1     | 6      |
| 2                     | Tyskland              | 3    | 2      | 0     | 5      |
| 3                     | Norge                 | 1    | 2      | 4     | 7      |
| 4                     | Tjeckien              | 1    | 2      | 1     | 4      |
| 5                     | Ryssland              | 1    | 1      | 0     | 2      |
| 6                     | Ukraina               | 1    | 0      | 1     | 2      |
| 7                     | Slovenien             | 1    | 0      | 0     | 1      |
| 8                     | Polen                 | 0    | 1      | 1     | 2      |
| 9                     | Kanada                | 0    | 1      | 0     | 1      |
| 10                    | Italien               | 0    | 0      | 2     | 2      |
| 11                    | Finland               | 0    | 0      | 1     | 1      |
| Totalt antal medaljer | Totalt antal medaljer | 11   | 11     | 11    | 33     |